# 圣莫里斯莱沙朗塞
圣莫里斯莱沙朗塞（法語：Saint-Maurice-lès-Charencey，法語發音：[sɛ̃ moʁis lɛ ʃaʁɑ̃sɛ] ⓘ）是法国奥恩省的一个旧市镇，属于莫尔塔涅欧佩什区。2018年，圣莫里斯莱沙朗塞与临近的2个市镇合并为新市镇沙朗塞，圣莫里斯莱沙朗塞为新市镇行政中心。

## 地理
圣莫里斯莱沙朗塞（48°39'0"N, 0°45'29"E）面积16.19 平方千米，位于法国诺曼底大区奧恩省，该省份为法国西北部内陆省份，北起顺时针与卡爾瓦多斯省、厄尔省、厄尔-卢瓦省、萨尔特省、马耶讷省和芒什省接壤。
与圣莫里斯莱沙朗塞接壤的市镇（或旧市镇、城区）包括：阿夫尔河畔阿尔芒蒂耶尔、博略、洛姆沙蒙多、马尔尚维尔、穆松维利耶、诺尔芒代勒、拉波特里欧佩什。

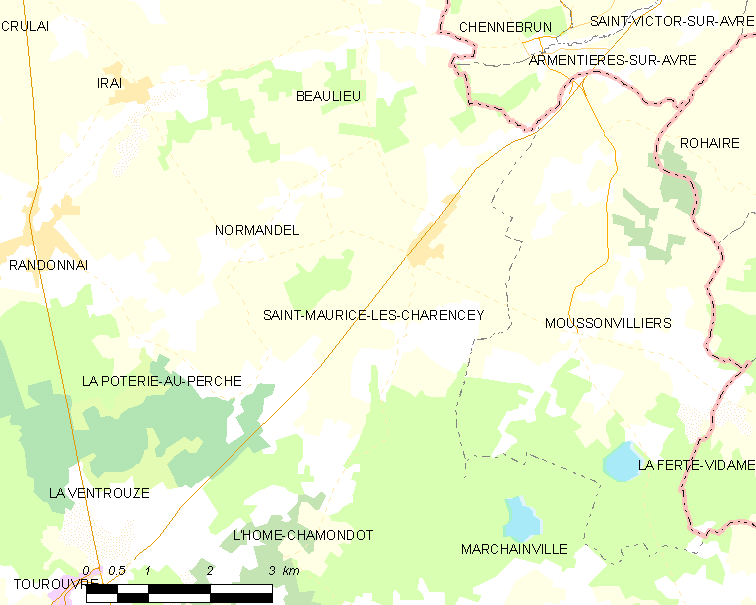
圣莫里斯莱沙朗塞的OSM定位图

圣莫里斯莱沙朗塞的时区为UTC+01:00、UTC+02:00（夏令时）。

## 行政
圣莫里斯莱沙朗塞的邮政编码为61190，INSEE市镇编码为61429。

## 政治
圣莫里斯莱沙朗塞所属的省级选区为图鲁夫尔欧佩什县。

## 人口

1962-2008年间圣莫里斯莱沙朗塞人口变化图示

圣莫里斯莱沙朗塞于2018年1月1日时的人口数量为480人。